# Chinook (Waszyngton)
Chinook – jednostka osadnicza w Stanach Zjednoczonych, w stanie Waszyngton, w hrabstwie Pacific, nad Oceanem Spokojnym.